# Сайтама Супер Арена
Сайтама Супер Арена (яп. さいたまスーパーアリーナ) — многоцелевая спортивная арена, расположенная в районе Тюо-ку, Сайтама, префектура Сайтама, Япония. Максимальная вместимость 37 000 человек, в основном вместимость колеблется между 19 000-22 500 человек, что достигается благодаря подвижным частям конструкции, позволяющим уменьшать и увеличивать размеры арены и зрительного зала. Арена используется для проведения множества спортивных соревнований (таких как баскетбол, волейбол, теннис, хоккей, гимнастика, бокс, фигурное катание и т. д.), и прочих мероприятий (концертов, публичных выступлений и т. д.). Кроме того, это единственная японская арена, оборудованная специально для американского футбола. Это одна из двух домашних арен баскетбольной команды Сайтама Бронкос (Профессиональная баскетбольная лига).
Сайтама Супер Арена — излюбленное место проведения соревнований по рестлингу и смешанным боевым искусствам (MMA), в частности, 14 из 23 мероприятий, проведённых под эгидой Dream, прошли на данной арене.
До 2010 года в арене размещался музей Джона Леннона.

## События
В 2000 году на арене состоялся хоккейный матч между Нэшвилл Предаторз и Питтсбург Пингвинз.
В 2003 году команды НБА Сиэтл Суперсоникс и Лос-Анджелес Клипперс сыграли два матча на арене.
5 мая 2003 года на арене прошло выступление Kei Yasuda из группы Morning Musume, а через 4 года, почти день в день, 6 мая 2007 года — выступление Hitomi Yoshizawa (также участницы Morning Musume).
24 декабря 2004 года арена принимала Music Station Super Live 2004.
7 февраля 2005 года на арене состоялся матч по рестлингу под эгиой WWE RAW, транслируемый в США по сети кабельного телевидения Spike TV. Главным событием Raw hour был бой Рика Флэра против Шона Майклза, и главным событием Raw Zone бой Triple H против Edge за звание World Heavyweight Championship.
20 февраля 2011 года на арене состоялся концерт Come With Me!, на котором выступали сэйю озвучившие персонажей аниме K-On!.
9 и 10 февраля 2016 года состоялись концерты Мадонны,в рамкам мирового турне Rebel Heart Tour.

## Спортивные мероприятия
- 2014 Чемпионат мира по фигурному катанию 2014
- 2019 Чемпионат мира по фигурному катанию 2019
- 2021 Баскетбол на Олимпийских играх 2020
- 2023 Чемпионат мира по фигурному катанию 2023